# War and Destiny
Pour plus de détails, voir Fiche technique et Distribution.
War and Destiny ou L'amour à jamais au Québec (Closing the Ring) est un film canado-américano-britannique réalisé par Richard Attenborough et sorti en 2007. Il s'agit de son dernier long métrage comme réalisateur

## Synopsis
Lors de la Seconde Guerre mondiale, un bombardier américain Boeing B-17 s'écrase en Irlande. Avant de mourir, l'un de ses mitrailleurs remet son alliance à un Irlandais en lui demandant de la faire parvenir à sa petite amie aux États-Unis. Cinquante ans après, un homme enquête sur l'histoire de cette bague...

## Fiche technique
- Titre original : Closing the Ring
- Titre français : War and Destiny
- Titre québécois : L'amour à jamais
- Réalisation : Richard Attenborough
- Scénario : Peter Woodward
- Musique : Jeff Danna
- Direction de la photographie : Roger Pratt
- Décors : Tom McCullagh
- Costumes : Hazel Webb-Crozier
- Montage : Lesley Walker
- Producteurs : Richard Attenborough, Jo Gilbert
- Sociétés de production : CTR, Closing The Ring Ltd., Prospero Pictures, Scion Films, Spinster
- Société de distribution : Alliance Atlantis Communications (Canada), The Works UK Distribution (Royaume-Uni), The Weinstein Company (États-Unis)
- Pays de production :  Canada,  États-Unis,  Royaume-Uni
- Langue originale : anglais
- Budget : 23,5 millions de dollars (estimation)
- Format : couleur (Technicolor) — 1.85:1 — son Dolby Digital — 35 mm
- Genre : drame
- Durée : 118 minutes
- Dates de sortie :
  - Canada : 14 septembre 2007 (festival de Toronto)
  - Royaume-Uni : 28 décembre 2007
  - États-Unis : 9 janvier 2009 (sortie limitée)

## Distribution
- Shirley MacLaine (VQ : Claudine Chatel) : Ethel Ann Gordon / Harris
- Christopher Plummer (VQ : Vincent Davy) : Jack Etty
- Mischa Barton (VQ : Caroline Bouchard) : Ethel Ann, jeune
- Gregory Smith (VQ : Gilbert Lachance) : Jack, jeune
- Stephen Amell (VQ : François-Xavier Dufour) : Teddy Gordon
- Neve Campbell (VQ : Éveline Gélinas) : Marie
- Allan Hawco : Peter Etty
- Brenda Fricker : la grand-mère Eleanor Reilly
- Martin McCann (VQ : Sébastien Reding) : Jimmy Reilly
- Pete Postlethwaite (VQ : Jean-Marie Moncelet) : Michael Quinlan
- John Travers : Michel Quinlan (jeune)
- David Alpay (VQ : Nicolas Charbonneaux-Collombet) : Chuck Harris
- Layke Anderson : le soldat mourant
- Ian McElhinney : Cathal Thomas
- Ian Beattie : Seamus McCarty

## Production
Le tournage a lieu au Canada (Dundas, Port Perry, Toronto et ses Toronto Films Studios) et au Royaume-Uni (Belfast en Irlande du Nord).

## Distinctions
- Irish Film and Television Awards 2008 : 
  - Richard Attenborough et Jo Gilbert (producteurs) nommés pour le prix du meilleur film
  - Tom McCullagh nommé pour le prix des meilleurs décors